# Azara (Spanyolország)
Azara egy község Spanyolországban, Huesca tartományban.  Lakosainak száma 164 fő (2024).

## Népesség
A település lakosságának változását az alábbi diagram mutatja:
| Lakosok száma | 216  | 200  | 191  | 203  | 200  | 193  | 187  | 171  | 162  | 164  |
|               | 2001 | 2004 | 2006 | 2009 | 2011 | 2014 | 2016 | 2019 | 2021 | 2024 |